# 约瑟夫·兰普蒂
约瑟夫·兰普蒂（1974年9月10日—，Joseph Lamptey）原加纳国际足球裁判，因涉嫌操纵比赛被国际足球联合会终身禁止执法比赛。

## 裁判生涯
兰普蒂生于加纳首都阿克拉。2005年，兰普蒂成为国际足联裁判。2010年，他曾因为在非洲冠军联赛半决赛中的争议判罚被非洲足球协会停止执法六个月。他从未执法过世界杯足球赛，不过他参与执法了在赤道几内亚举办的2015年非洲國家盃。之后，他在新西兰承办的2015年國際足協U-20世界盃上担任裁判。2016年里约热内卢奥运会男足比赛，他是名单上的18位主裁判之一。2016年11月12日他在俄罗斯世界盃外圍賽非洲區上的争议判罚招致非洲足球协会三个月禁止执法比赛的处罚。后来国际足联认定兰普蒂涉嫌操纵比赛结果，决定终身禁止他从事足球活动。

### 争议事件
2010年非洲冠军联赛半决赛第二回合突尼斯希望体育俱乐部主场与埃及阿赫利体育俱乐部的比赛中，主队的尼日利亚籍前锋迈克尔·埃内拉莫用手打进一球，当时担任主裁判的兰普蒂判定进球有效。突尼斯希望凭借这一进球主场1比0战胜埃及阿赫利，进入决赛。赛后，埃及阿赫利向非洲足球協會投诉。非洲足球協會后来禁止兰普蒂执法比赛六个月。
2016年11月12日俄罗斯世界盃外圍賽非洲區南非國家足球隊主场与塞內加爾國家足球隊的比赛第42分钟，兰普蒂认定客队后卫卡利杜·高列巴尼在禁区内手球，判给主队一个点球。南非队凭着这个点球取得了1比0的领先。实际上，库利巴利的手并没有接触足球，他触球的部位是膝盖。这场比赛最终的比分是2比1，南非队取胜。2016年11月，非洲足球协会做出处罚，停止兰普蒂执法比赛三个月。2017年3月20日，国际足球联合会认定兰普蒂涉嫌操纵比赛结果，终身禁止兰普蒂从事足球活动。2017年9月，国际足联发布公告，这场比赛的比分被判无效，比赛在2017年11月重赛。